# Sympiesis
Sympiesis är ett släkte av steklar som beskrevs av Förster 1856. Sympiesis ingår i familjen finglanssteklar.

## Dottertaxa tillSympiesis, i alfabetisk ordning[1][2]
- Sympiesis aburiana
- Sympiesis acalle
- Sympiesis acrobasidis
- Sympiesis albiflava
- Sympiesis albiventris
- Sympiesis ampla
- Sympiesis ancylae
- Sympiesis aperta
- Sympiesis argenticoxae
- Sympiesis asecta
- Sympiesis australiensis
- Sympiesis boasi
- Sympiesis caliginosa
- Sympiesis campbellensis
- Sympiesis capeki
- Sympiesis chenopodii
- Sympiesis comosus
- Sympiesis comperei
- Sympiesis consona
- Sympiesis cosmopterygi
- Sympiesis crinita
- Sympiesis cyaneipurpurea
- Sympiesis deminuta
- Sympiesis derogatae
- Sympiesis dolichogaster
- Sympiesis dzhebelicus
- Sympiesis earina
- Sympiesis elaeagni
- Sympiesis enargiae
- Sympiesis euspilapterygis
- Sympiesis extera
- Sympiesis factitata
- Sympiesis femorata
- Sympiesis festiva
- Sympiesis flavopicta
- Sympiesis fragariae
- Sympiesis fucosa
- Sympiesis gordius
- Sympiesis gracillariae
- Sympiesis grahami
- Sympiesis gregori
- Sympiesis grotii
- Sympiesis grunini
- Sympiesis hawaiiensis
- Sympiesis hirticula
- Sympiesis hyblaeae
- Sympiesis ibseni
- Sympiesis japonica
- Sympiesis jeolikotensis
- Sympiesis karagiosis
- Sympiesis konae
- Sympiesis kyurendagensis
- Sympiesis laetus
- Sympiesis laevifrons
- Sympiesis lehri
- Sympiesis lepida
- Sympiesis lesnei
- Sympiesis longfellowi
- Sympiesis longiventris
- Sympiesis lucida
- Sympiesis marilandia
- Sympiesis marilandica
- Sympiesis mauiensis
- Sympiesis mishi
- Sympiesis noncarinata
- Sympiesis notata
- Sympiesis obscura
- Sympiesis oditidis
- Sympiesis ornatula
- Sympiesis oryzae
- Sympiesis particola
- Sympiesis polygoniae
- Sympiesis pulcherrima
- Sympiesis punctifrons
- Sympiesis qinghaiensis
- Sympiesis ringoniellae
- Sympiesis rugithorax
- Sympiesis saintpierrei
- Sympiesis sergeyi
- Sympiesis sericeicornis
- Sympiesis smaragdina
- Sympiesis spadiceipes
- Sympiesis sparsus
- Sympiesis speciosa
- Sympiesis stigmata
- Sympiesis stigmatipennis
- Sympiesis striatipes
- Sympiesis superba
- Sympiesis swezeyi
- Sympiesis tebennae
- Sympiesis tenuis
- Sympiesis thapsianae
- Sympiesis triclada
- Sympiesis trjapitzini
- Sympiesis tschulensis
- Sympiesis turcica
- Sympiesis vagans
- Sympiesis viridula
- Sympiesis vizri
- Sympiesis volgensis
- Sympiesis xanthostoma
- Sympiesis yuekseli
- Sympiesis zygis